# Miélan
Miélan (gaskonsko Mielan) je naselje in občina v južnem francoskem departmaju Gers regije Jug-Pireneji. Leta 2008 je naselje imelo 1.218 prebivalcev.

## Geografija
Naselje leži v pokrajini Gaskonji ob reki Bouès, 38 km jugozahodno od Aucha.

## Uprava
Miélan je sedež istoimenskega kantona, v katerega so poleg njegove vključene še občine Aux-Aussat, Barcugnan, Betplan, Castex, Duffort, Estampes, Haget, Laguian-Mazous, Malabat, Manas-Bastanous, Montaut, Mont-de-Marrast, Montégut-Arros, Sadeillan, Sainte-Aurence-Cazaux, Sainte-Dode, Sarraguzan in Villecomtal-sur-Arros s 4.695 prebivalci.
Kanton Miélan je sestavni del okrožja Mirande.

## Zanimivosti
Naselbina je bila ustanovljena leta 1284 kot srednjeveška bastida, imenovana po enem največjih središč tedanje Evrope, Milanu.
- neogotska cerkev sv. Jerneja iz druge polovice 19. stoletja, z neoromaskim zvonikom iz začetka 20. stoletja.